# Lalanneia mirabilis
Lalanneia mirabilis är en fjärilsart som beskrevs av De Toulgoët 1989. Lalanneia mirabilis ingår i släktet Lalanneia och familjen björnspinnare. Inga underarter finns listade i Catalogue of Life.